# رشنو (شهر)
شهر رشنو (تلفظ رومانیایی: [ˈrɨʃnov]; آلمانی: Rosenau; مجاری: Barcarozsnyó; زبان لاتین: Rosnovia) شهری در شهرستان براشوو در کشور رومانی واقع است. جمعیت این شهر ۱۶٬۲۴۲ نفر است.

## نگارخانه

نگارخانه
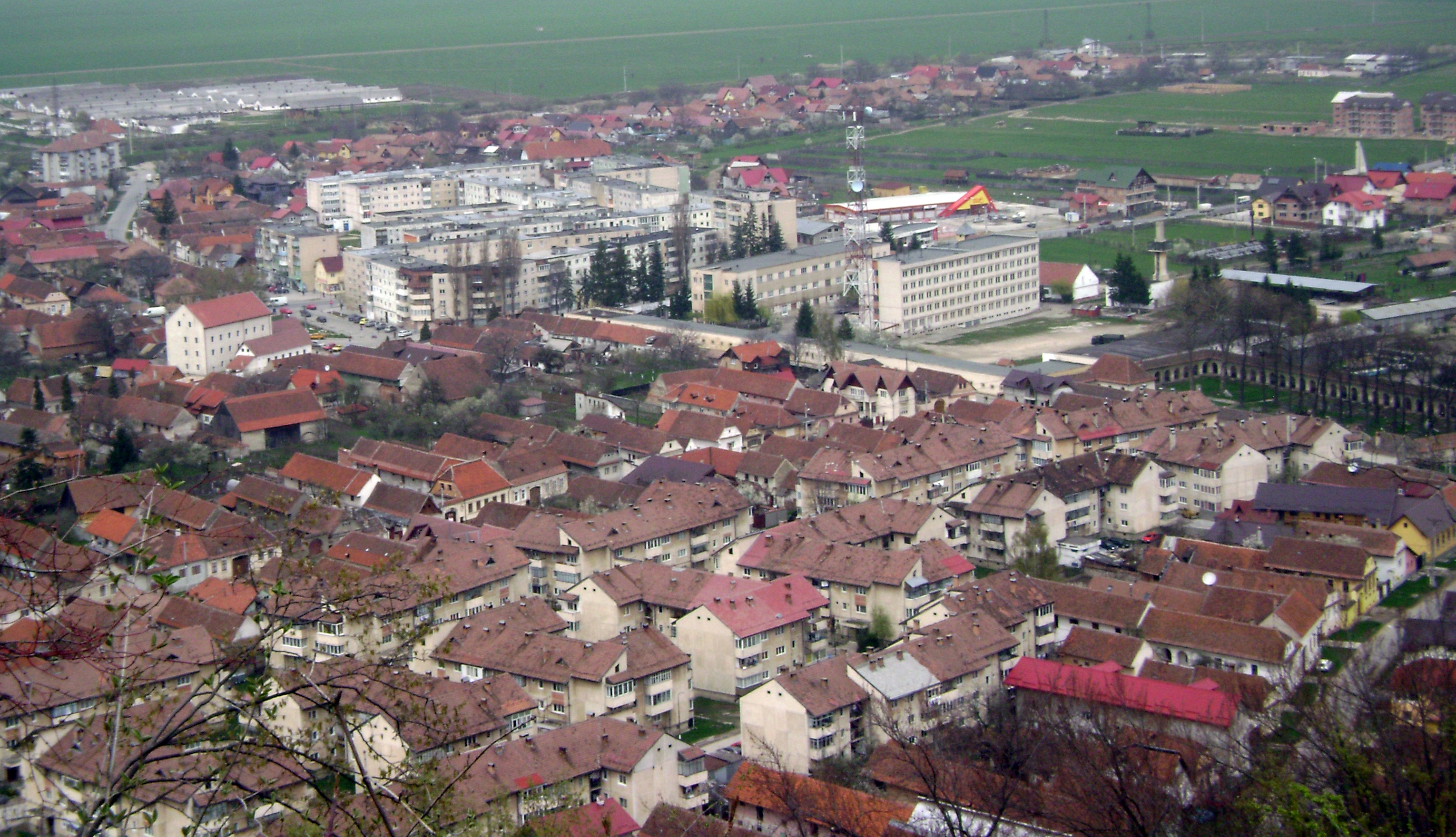
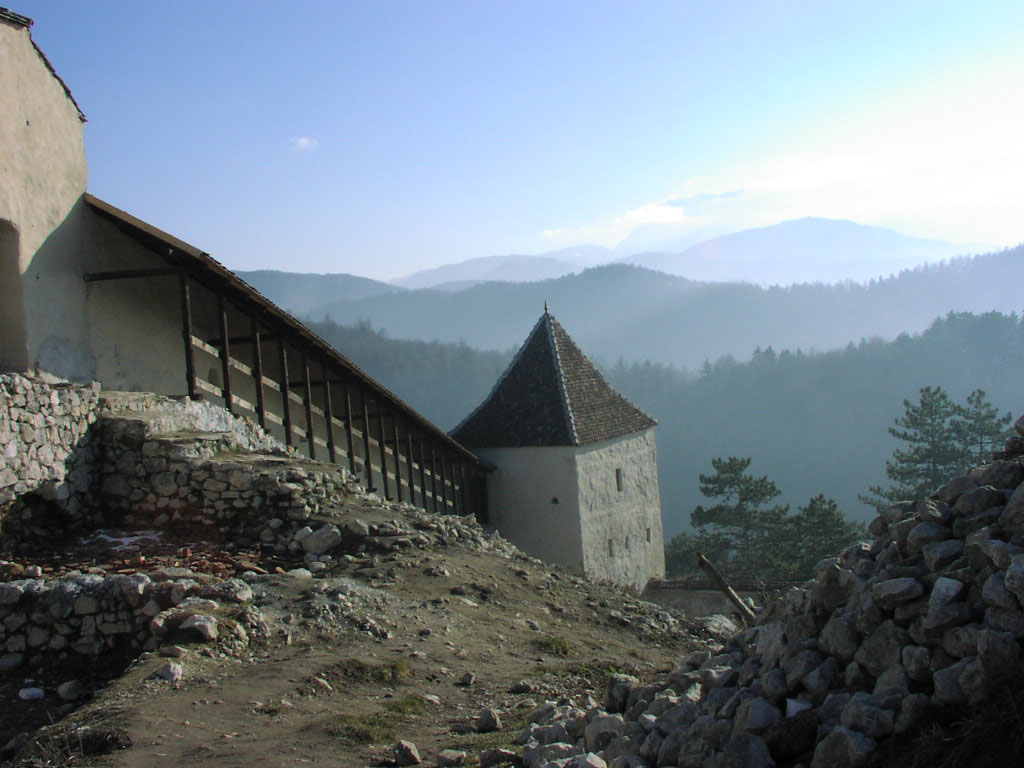
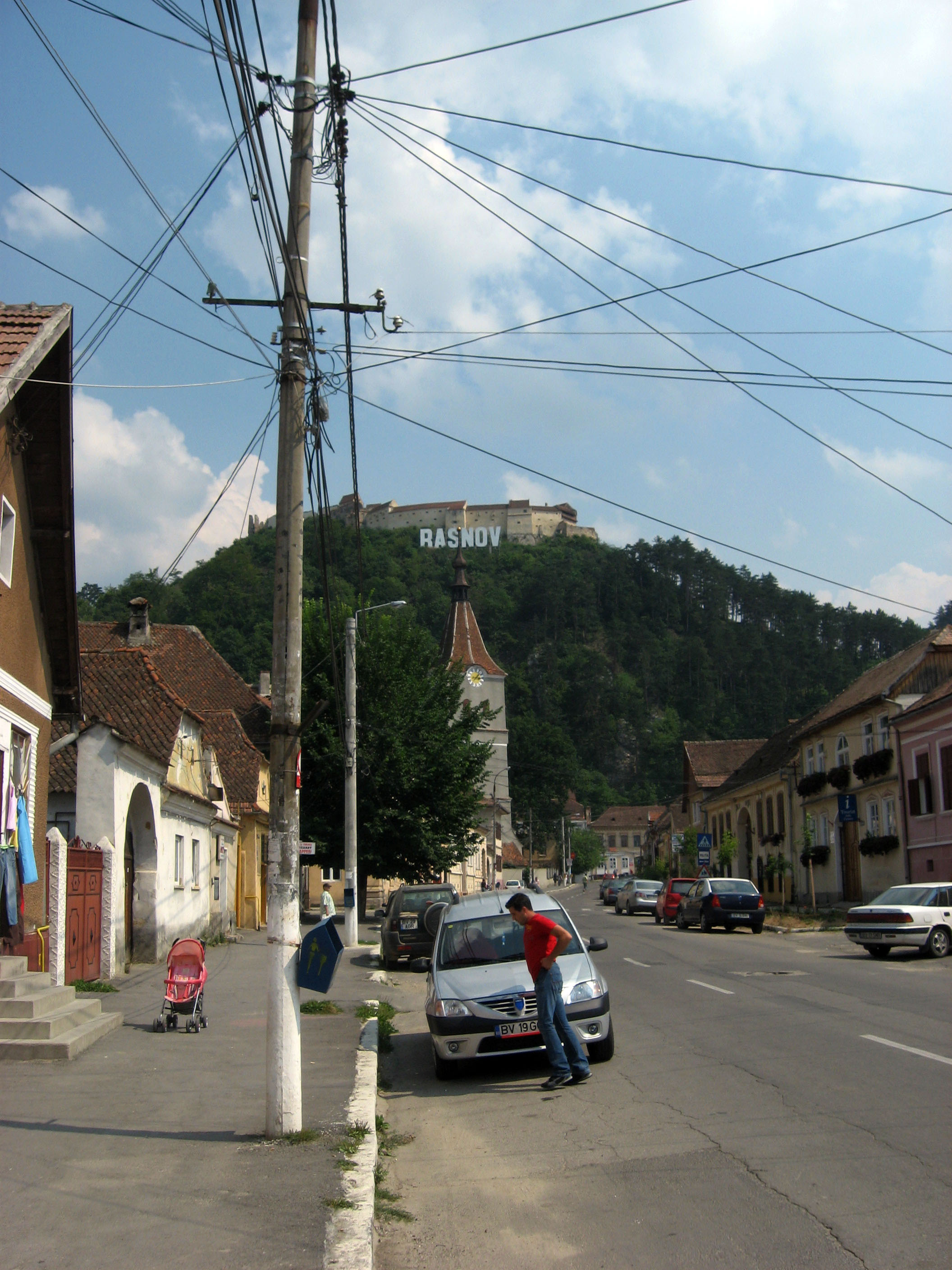
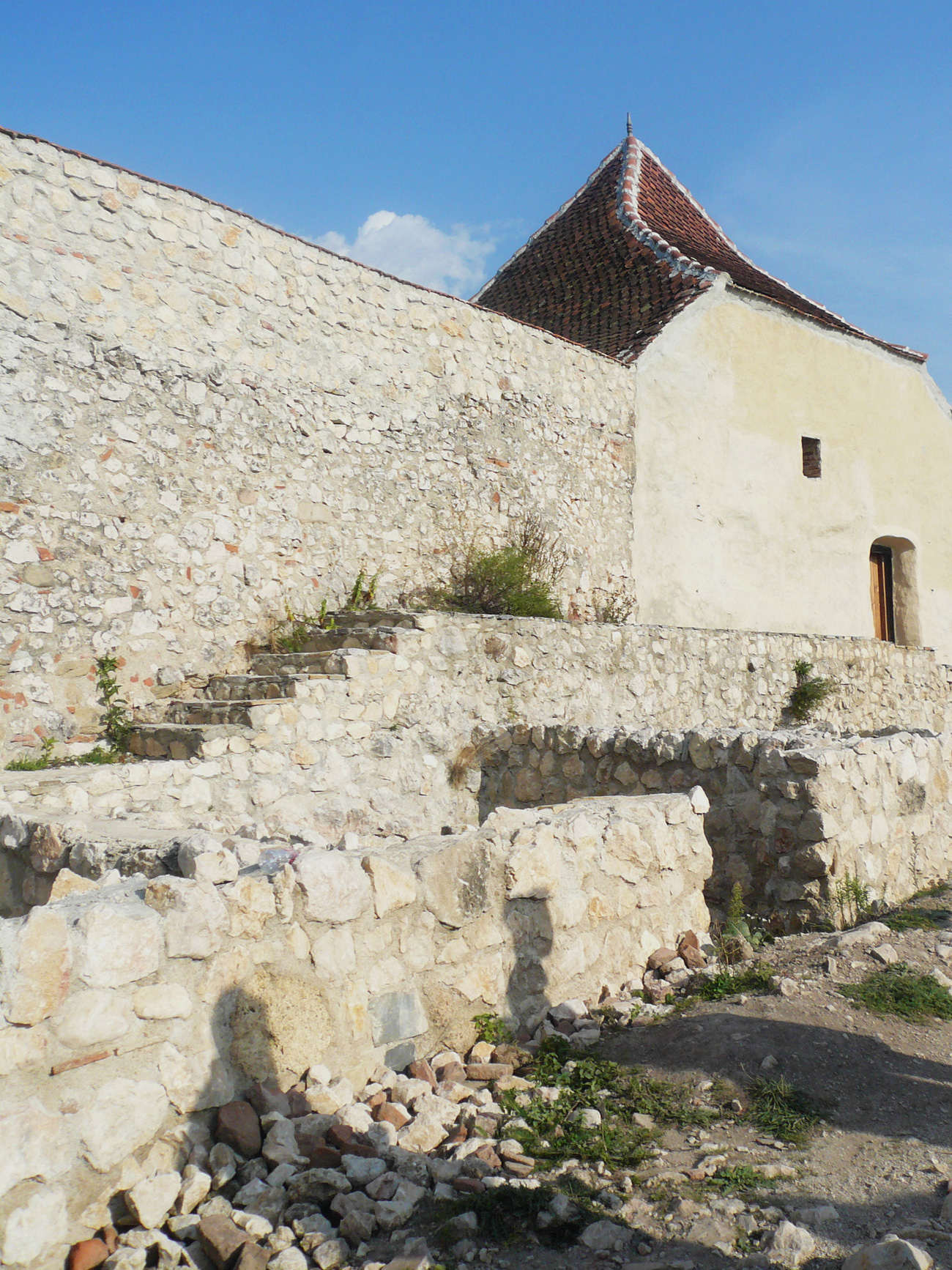
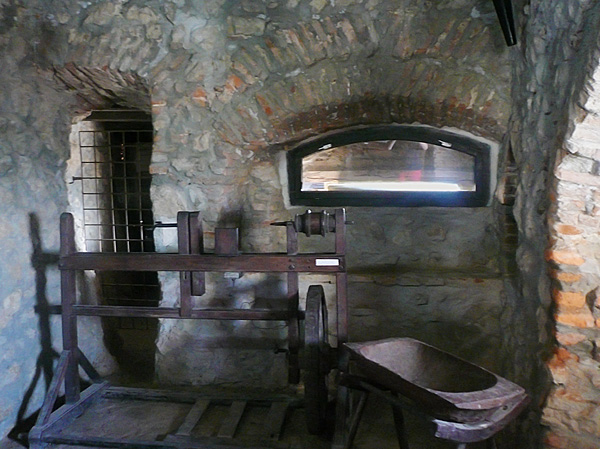
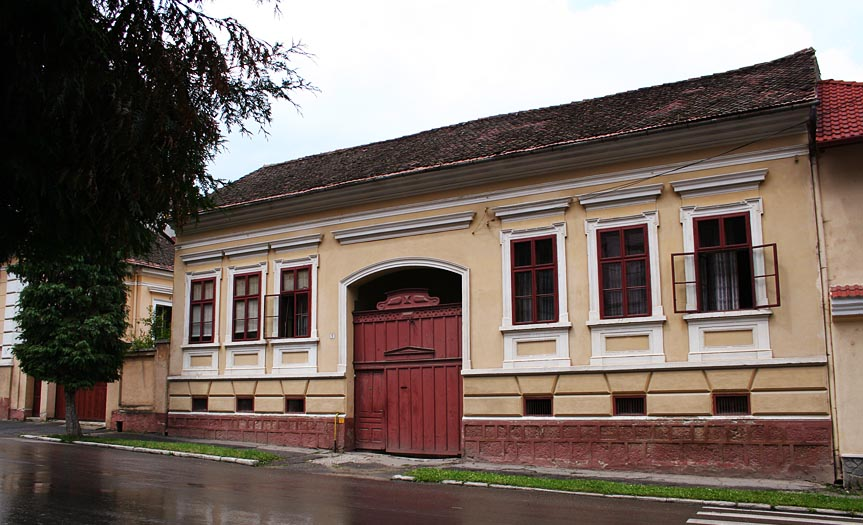
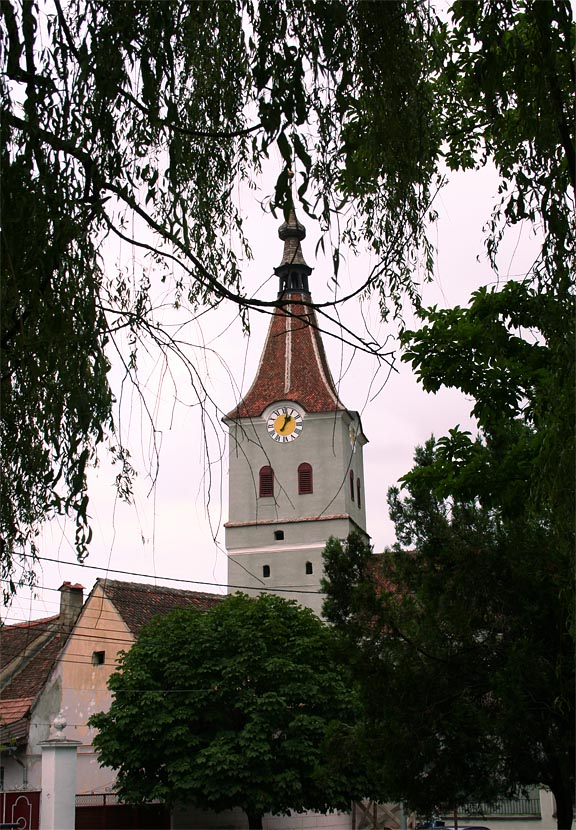
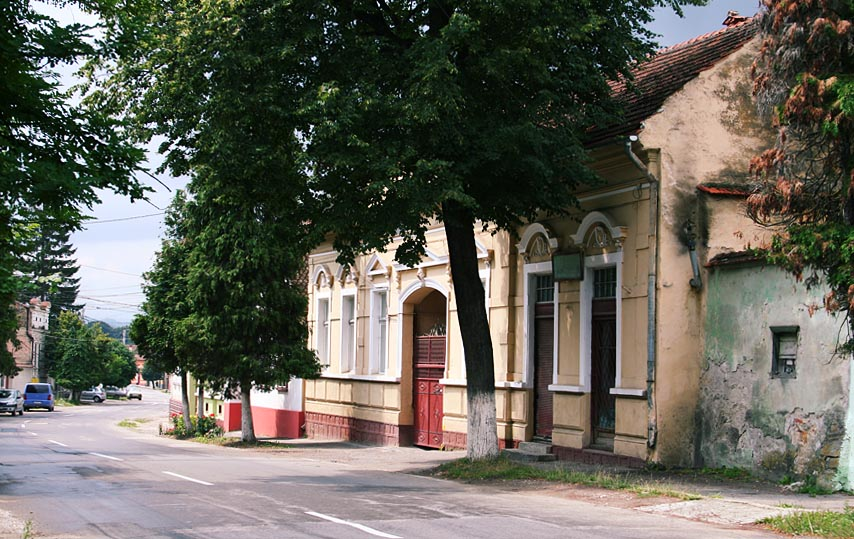
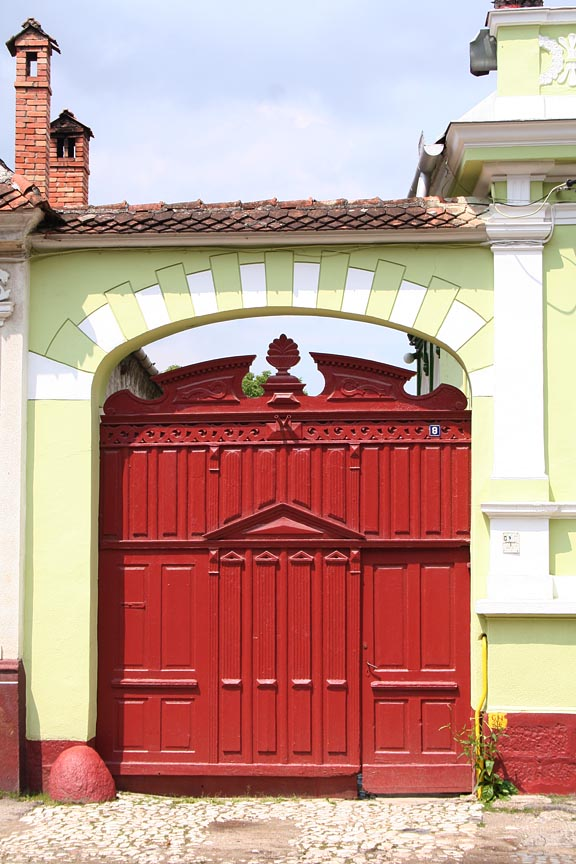
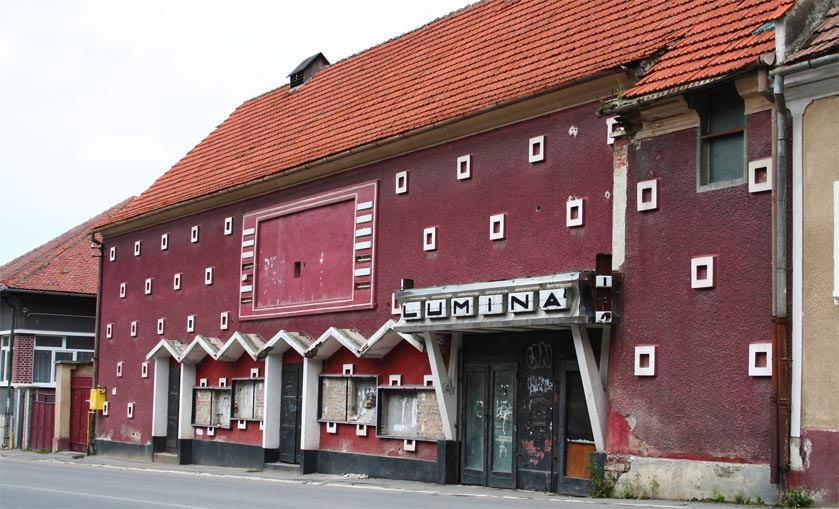
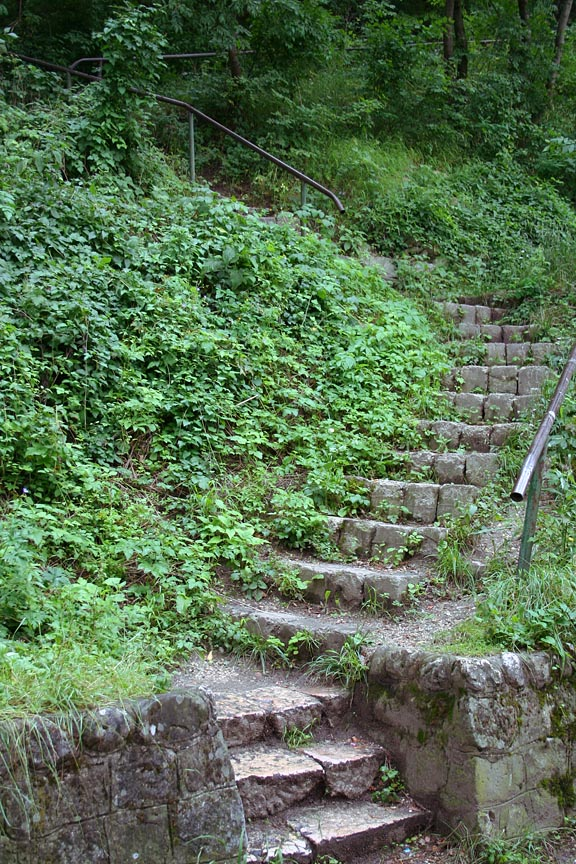
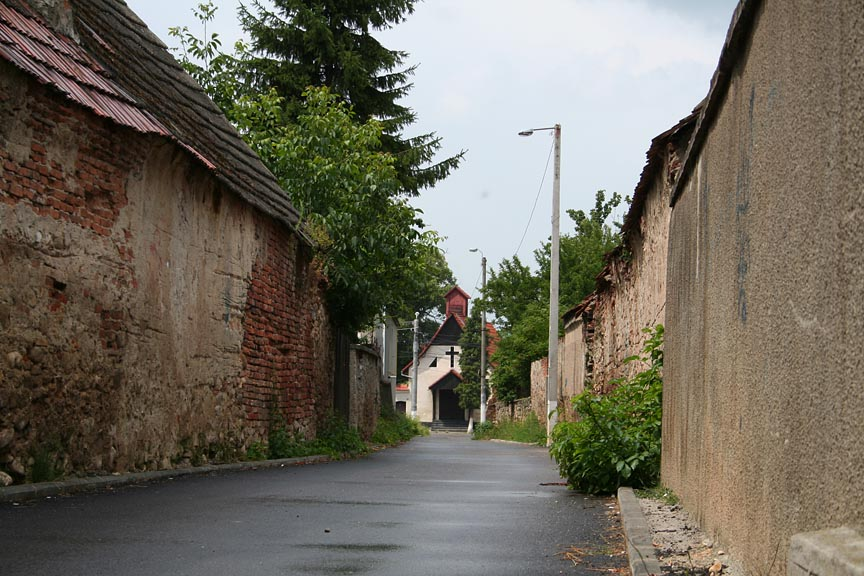
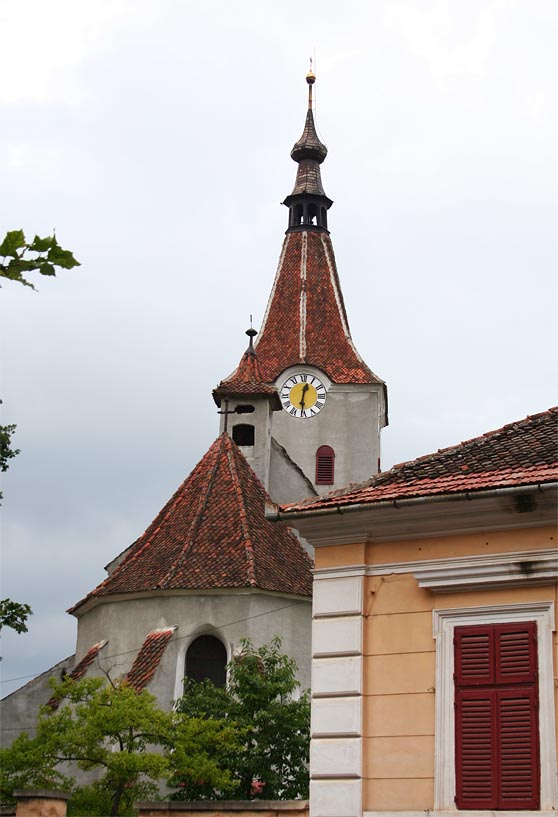
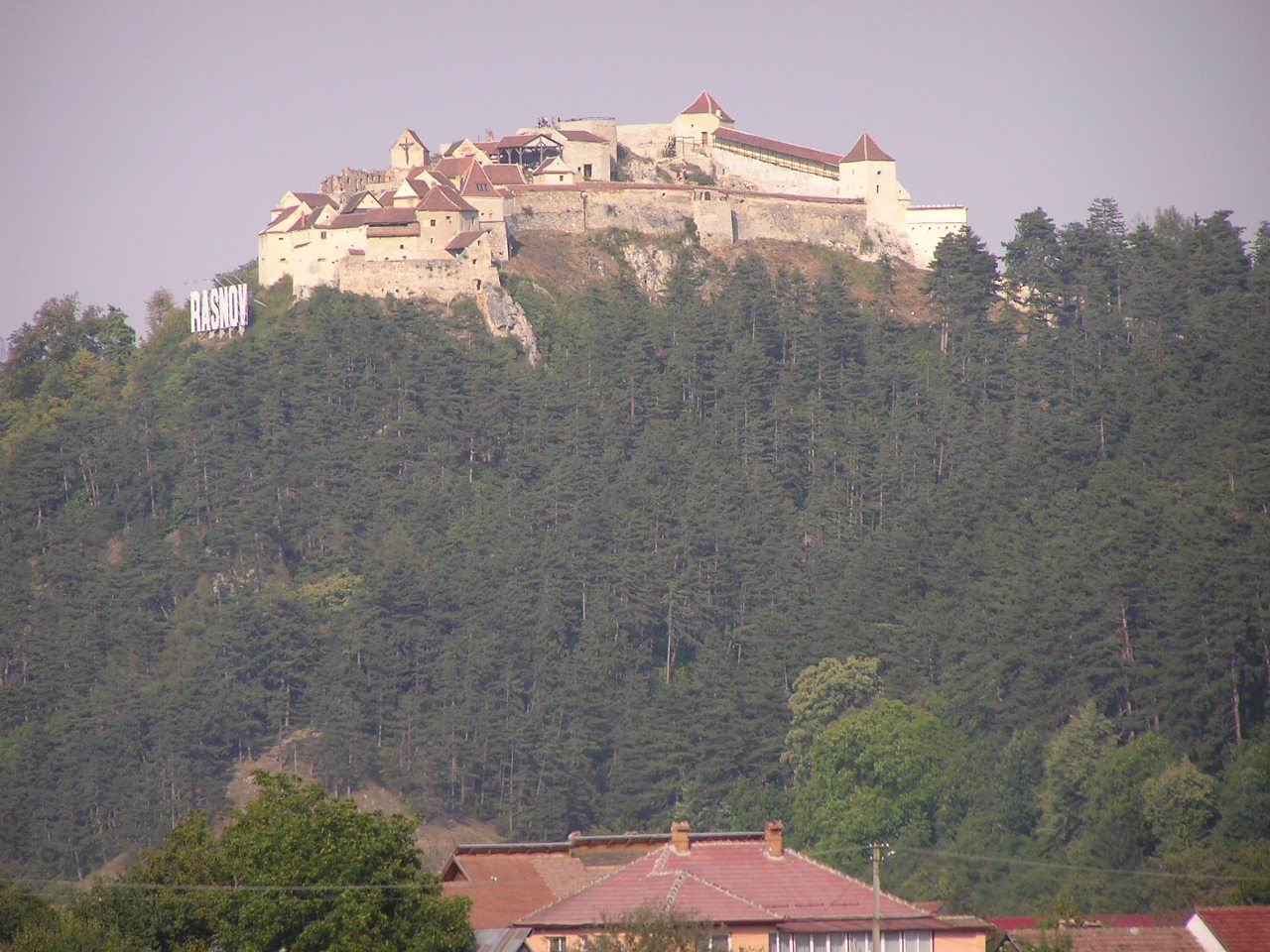
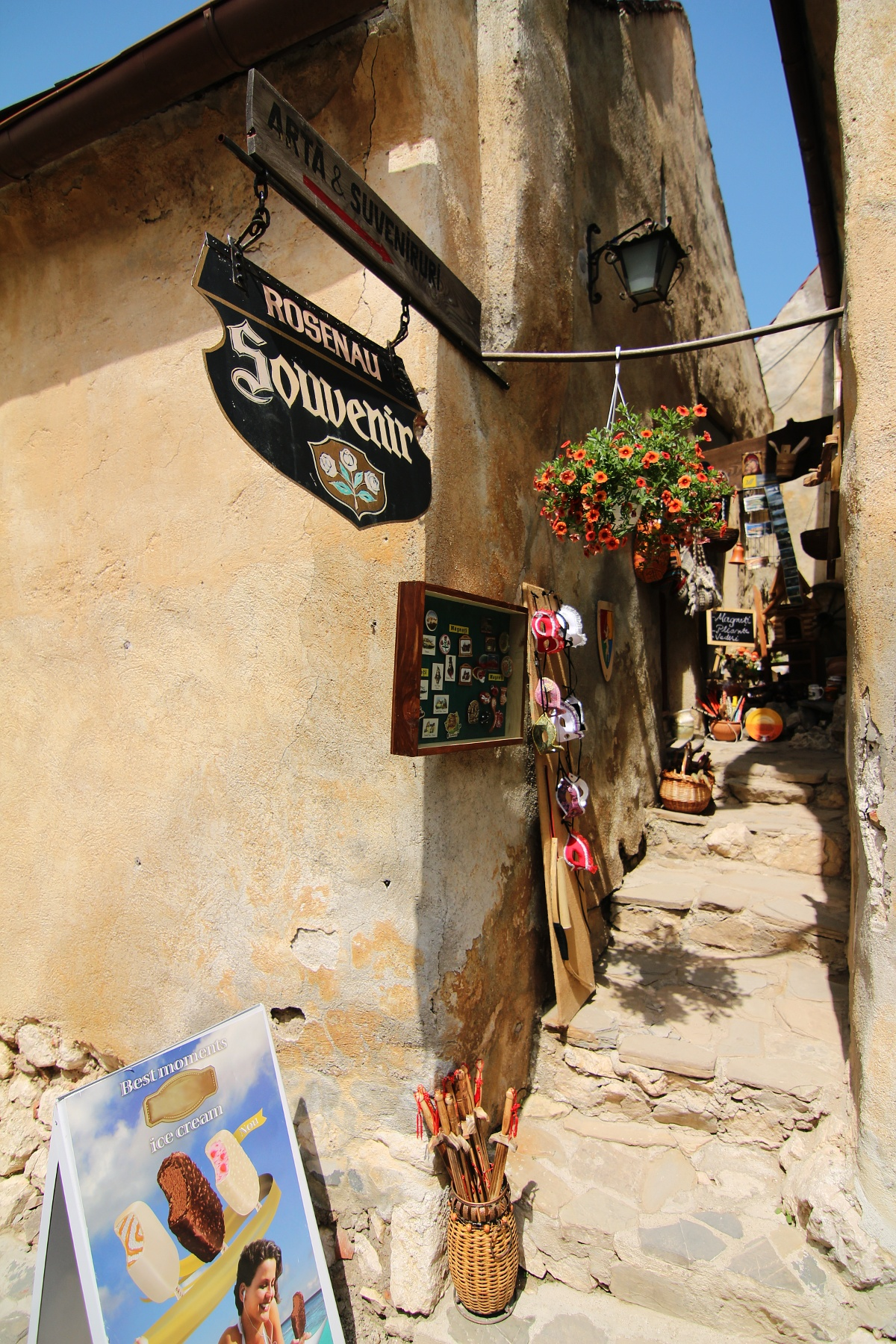
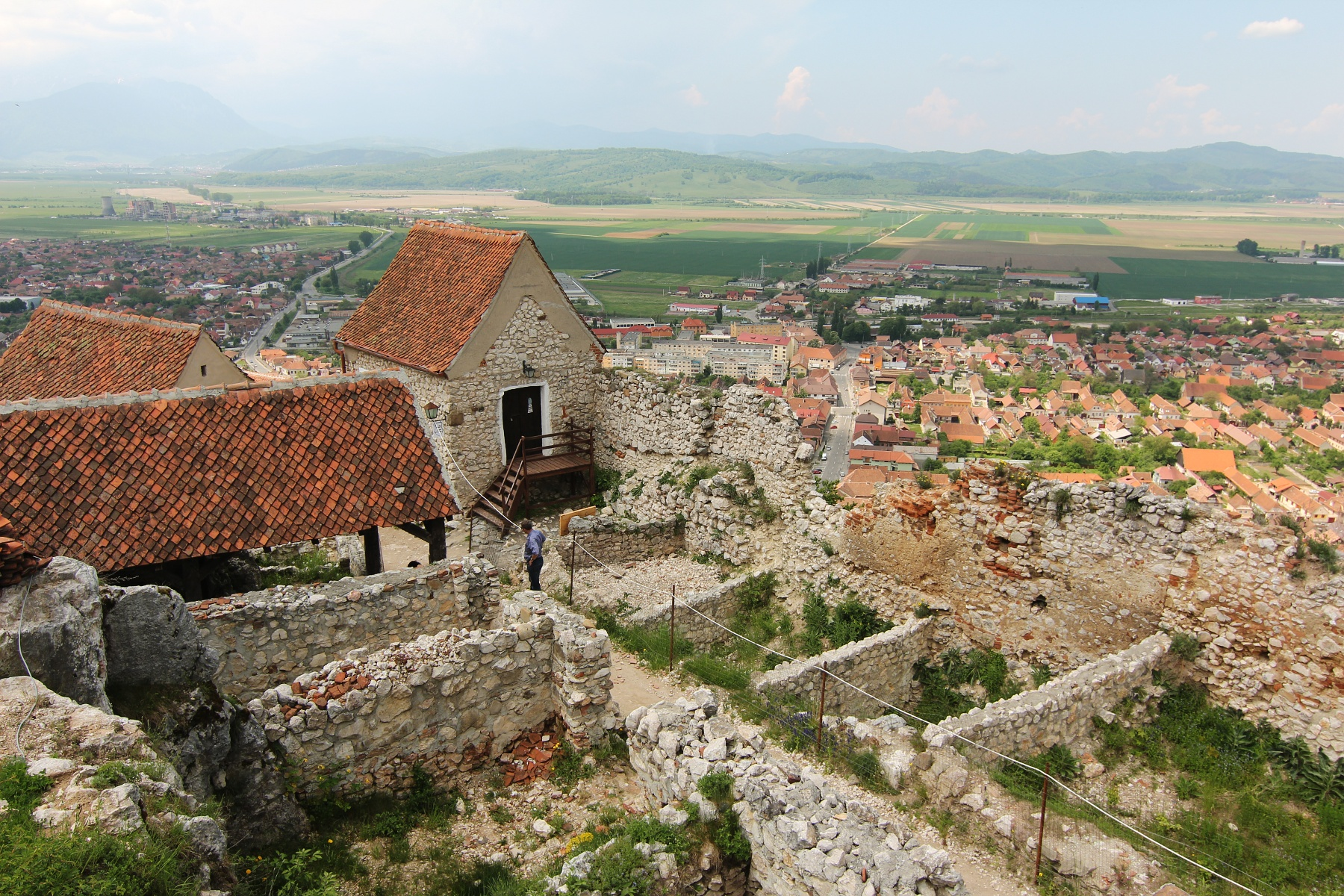